# Pierre Bouchard (résistant)
Pour les articles homonymes, voir Pierre Bouchard et Bouchard.
Pierre Bouchard, né le 25 juin 1901 à Ambérieu-en-Bugey, mort le 14 juillet 1944 au camp de concentration de Gusen (Autriche), est un résistant français pendant la Seconde Guerre mondiale.

## Biographie
Pierre Bouchard, inspecteur principal de l'enregistrement et des domaines, est nommé en 1937 à Caen. Il y mène une vie tranquille auprès de sa femme et de ses trois enfants, fait de la musique, collectionne des pièces anciennes.
Lieutenant de réserve, mobilisé au 208e régiment d'infanterie, il participe aux combats de 1940. Il est fait prisonnier et interné à l'oflag XIII A de Nuremberg. Mis en congé de captivité en avril 1941, il reprend à Caen ses fonctions d'inspecteur de l'enregistrement, qui lui serviront de couverture - il est très apprécié et estimé de tous - et entre aussitôt dans la résistance, dans le réseau Hector. Après le démantèlement de ce dernier à l'automne 1941, Pierre Bouchard en regroupe les rescapés et adhère à Combat Zone Nord. Il échappe à la destruction du réseau puis rencontre à Paris en août 1942 Jacques Lecompte-Boinet et rejoint le réseau Ceux de la Résistance (CDLR). Il y est chargé de son développement en Basse-Normandie et en prend le commandement régional.
Il soutient en février 1943 la fusion du CDLR normand et de l'Organisation civile et militaire (OCM). Sous le pseudonyme de "Malherbe", il est chef d'état-major de l'OCM-CDLR et représente la nouvelle formation au Comité départemental de libération, mis en place dans la clandestinité à l'automne 1943. Il est chargé aussi de la subdivision M1 (Calvados) de Centurie, réseau d'OCM chargé du renseignement sur les installations militaires allemandes le long du littoral  maritime.
De 1941 à 1943, Pierre Bouchard multiplie les actions de propagande, diffuse le journal clandestin Les Petites Ailes de France, recrute et forme des résistants, encourage les réfractaires au STO à rejoindre la résistance, organise et missionne les équipes, recueille et transmet à Londres des informations sur les occupants, organise la réception des parachutages et la distribution des armes, exfiltre les agents anglais parachutés.
Pierre Bouchard est arrêté chez lui le 16 décembre 1943 au cours d'une rafle de la Gestapo, faisant suite à l'arrestation d'Emmanuel Robineau. Il est emprisonné à la maison d'arrêt de Caen puis au camp de Royallieu à Compiègne et le 14 mars à Sarrebruck. Il est déporté NN (Nacht und Nebel) à Mauthausen (matricule 61096) où il arrive le 1er avril 1944. Affecté au camp annexe de Gusen le 7 mai, il  meurt à Gusen II le 14 juillet 1944, à 43 ans, première victime française du Kommando Gusen.
Pierre Bouchard a reçu la croix de guerre 1939-1945 et la Légion d'honneur à titre posthume. Une place du centre de Caen porte son nom.